# Johann Mouse
Johann Mouse es un cortometraje animado de la serie Tom y Jerry, producido en Technicolor y estrenado el 21 de marzo de 1953 por Metro-Goldwyn-Mayer. Ganó el Óscar al mejor cortometraje animado de 1952, siendo el séptimo y último Óscar recibido por el dúo.
Fue producido por Fred Quimby y dirigido por William Hanna y Joseph Barbera, con la supervisión musical de Scott Bradley, Jakob Gimpel en la interpretación y en los arreglos para piano, y narrado por Hans Conried. El corto fue animado por Kenneth Muse, Ray Patterson, Ed Barge e Irven Spence.
Los personajes fueron ubicados en Viena, capital del Imperio Austrohúngaro; el cortometraje fue inspirado por el trabajo del compositor Johann Strauss II.

## Trama
"Esta es la historia de un ratón bailarín. Su nombre fue Johann y vivió en Viena en la casa de Johann Strauss", narra Hans Conreid. 
En los muros de la casa de Johann Strauss vivía Johann Mouse (interpretado por Jerry). El pequeño Johann adoraba las melodías de Strauss, y siempre que el músico tocaba en su piano, el ratón se veía hipnotizado y comenzaba a bailar. Y siempre que el ratón bailaba, el gato de Strauss (Tom) intentaba atraparlo, pero fallaba.
"Cada día, cuando el famoso músico tocaba, el pequeño Johann no podía resistir la hermosa música. Y cada día, viendo y esperando, estaba el gato."
En ese momento se muestra a Tom acechando a Jerry mientras baila a lo lejos.
"Cada día, trataba de atraparlo. Pero fallaba." 
Tom persigue a Jerry, pero el ratón se mete en su agujero, y Tom se golpea con el muro.
"Sin embargo, esto no le desanimó, porque sabía que cuando su amo tocara, el ratón saldría a bailar, y podría intentarlo nuevamente."
Una vez más, Tom choca contra el muro.
"De nuevo..."
Lo mismo pasa...
"...y de nuevo..."
Tom cae a través de la ventana ubicada sobre el agujero de Jerry.
"Un día, el amo se fue de viaje. Esto dejó al gato en un serio aprieto. Sabía que si no había música, el ratón no saldría."
A Tom le da el pánico cuando ve a Strauss alejarse en su carruaje. Toma un manual que estaba sobre el piano: "Como tocar vals en seis fáciles pasos por Johann Strauss."
"¿Por qué no podría él, el gato, aprender a tocar?"
Tom sube al ático y comienza a estudiar, siguiendo los pasos del manual, y luego de seis lecciones, es un pianista.
Tom comienza a tocar piano y el ratón baila hipnotizado. Tom trata de atraparlo, pero al dejar de tocar, el ratón despierta y vuelve a su agujero hasta que el gato vuelve a tocar. Johann es hipnotizado una vez más.
"Pobre pequeño Johann. Estaba bajo el hechizo de una hermosa música. Pero afortunadamente, los sirvientes se preguntaron quien estaba tocando el piano."
Las cabezas de algunos sirvientes se asoman por la puerta, y observan al talentoso duo, y cuando Tom finalmente atrapa a Johann, los sirvientes comienzan a aplaudir. El gato suelta al ratón y vuelve a tocar el piano. La noticia se expande rápidamente por Viena.
"¡Increíble! Un gato que puede tocar, y un ratón que baila. La sirvienta se le contó al carnicero. El carnicero a la multitud en la plaza. Luego, uno de los guardias imperiales escucha la noticia. Un gato que puede tocar y un ratón que baila. ¡Cielo santo! El emperador (Francisco Jose I de Austria) no podía creerlo. Y el dúo es citado al palacio para mostrar sus habilidades."
En un lujoso salón de baile con el emperador en el centro y lleno de hombres y mujeres de la aristocracia, hay un gran piano blanco. Cuando la puerta se abre, Tom y Jerry, ambos vestidos con trajes, entran al salón.
Tom comienza a tocar, y Jerry/Johann lo acompaña bailando, ocasionalmente usando los dedos de Tom como compañeros de baile.
"¡Fabuloso! ¡Sensacional! Y se veían muy felices, siempre que el gato estuviera tocando, y el ratón bailando. Pero cuando dejaba de tocar..."
Tom muestra una expresión maligna en su rostro y persigue a Jerry, el ratón logra escapar a su agujero, dejando que Tom choque contra el muro al igual que antes.
"...era la misma vieja historia."
El ratón sale del agujero bailando, acompañado de numerosos aplausos. Y un molesto Tom da vuelta la hoja que muestra el final del corto.